# Parafia św. Maurycego we Wrocławiu
Parafia Świętego Maurycego we Wrocławiu znajduje się w dekanacie Wrocław-Śródmieście w archidiecezji wrocławskiej. Jej proboszczem jest ks. Janusz Gorczyca. Obsługiwana przez księży archidiecezjalnych. Erygowana w XIII wieku. Mieści się przy ulicy Traugutta. W roku 1999 po zniesieniu parafii św. Wojciecha ojców Dominikanów do parafii przyłączono teren obejmujący ulice Dworcową, Kościuszki, Dąbrowskiego i Podwale.

## Obszar parafii
- Parafia obejmuje ulice: Brzeska (nr 1-15, 2-12), Dąbrowskiego, Dworcowa, Hauke-Bosaka, Hercena, Kniaziewicza, Komuny Paryskiej, pl. Konstytucji, Kościuszki (nr 77-165, nr 72-172), Krasińskiego, Łukasińskiego, Małachowskiego, Mazowiecka, Miernicza, Prądzyńskiego, Podwale (nr 70-78, nr 67-79), Pułaskiego, al. Słowackiego, Szybka, Świstackiego, Traugutta (nr 35-123, 34-106), Walońska, Worcella, Zgodna, pl. Zgody.